# Karl Troll (Tischtennisspieler)
Karl Troll ist ein ehemaliger österreichischer Tischtennis-Nationalspieler.
Karl Troll wurde 1961 österreichischer Meister im Einzel. 1962 nahm er an der Europameisterschaft teil. Hier schlug er im Einzelwettbewerb den Deutschen Werner Kümmerle, schied aber später gegen Ernst Gomolla aus. Im Doppel mit Josef Sedelmayer verlor er in der dritten Runde gegen das deutsch-französische Paar Martin Ness/Alex Ehrlich.
Troll spielte bis 1964 beim Verein Vienna und wechselte dann zu Donaustadt-RAG.